# Claude Monet peignant dans son atelier
Claude Monet peignant dans son atelier, également appelé Monet sur son bateau, est un tableau réalisé par le peintre Édouard Manet en 1874. La toile représente son ami Claude Monet en pleine création artistique sur son bateau, dans le cadre verdoyant d'Argenteuil, non loin de la résidence familiale des Monet.

## Contexte et description
Comme Daubigny et son Bottin, Monet acheta (vers 1871-1872) un vieux bateau d'où il observait la lumière au ras du fleuve, parfois appelé son bateau-atelier.
C'est en 1874 que Manet se rapproche de Monet sous l'influence de son élève, Berthe Morisot, rejoignant les impressionnistes pour peindre sur le motif en plein air. C'est vers cette époque aussi qu'il aida financièrement son jeune collègue alors désargenté. 
Le tableau figure la toile festonnée protégeant Monet et son épouse du soleil. 
Le titre de l'œuvre a une vocation ironique, et souligne l'importance donnée par les Impressionnistes au concept de peinture en plein air, si possible au plus près de la nature. 

## Style
Manet, dans cette toile, altère volontairement son style pour s'efforcer d'approcher celui de son ami Monet, d'un impressionnisme par nature plus tranché. L'exploitation du thème favori de Monet, à savoir l'eau, s'inscrit dans la même aspiration.